# Ukulele
Ukulele (havajsky ʻukulele) je drnkací nástroj podobný kytaře. Obvykle má 4 struny, někdy má také 6 či 8 strun. Vyrábí se v sedmi velikostech: soprano, concert, tenor, a baritone a méně často sopranino, bass a contrabass.

## Základní informace

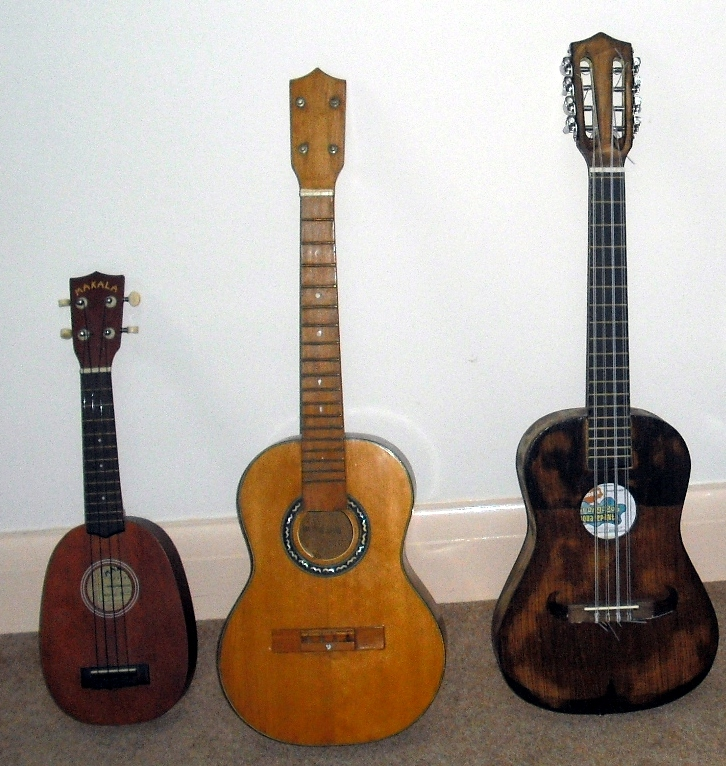
Velikosti ukulele

Ukulele, nebo také uke, je havajský hudební nástroj, jenž vypadá jako malá kytara. Na počátku 20. století se tomuto nástroji také často říkalo „ukelele“, a to hlavně ve Velké Británii. Někdy je klasifikován jako drnkací loutna, patří do podskupiny nástrojové rodiny kytar a obvykle má 4 struny.
Ukulele původem z 19. století jako havajská interpretace malé kytary se dostalo na ostrovy díky Portugalcům. Získalo obrovskou popularitu ve Spojených státech na počátku 20. století a odtud se rozšířilo po celém světě. Tón a hlasitost nástroje se mění zároveň s velikostí a konstrukcí. Ukulele přišlo se pěti velikostmi: sopránové, koncertní, tenorové, barytonové a basové.

## Historie ukulele

### Havaj

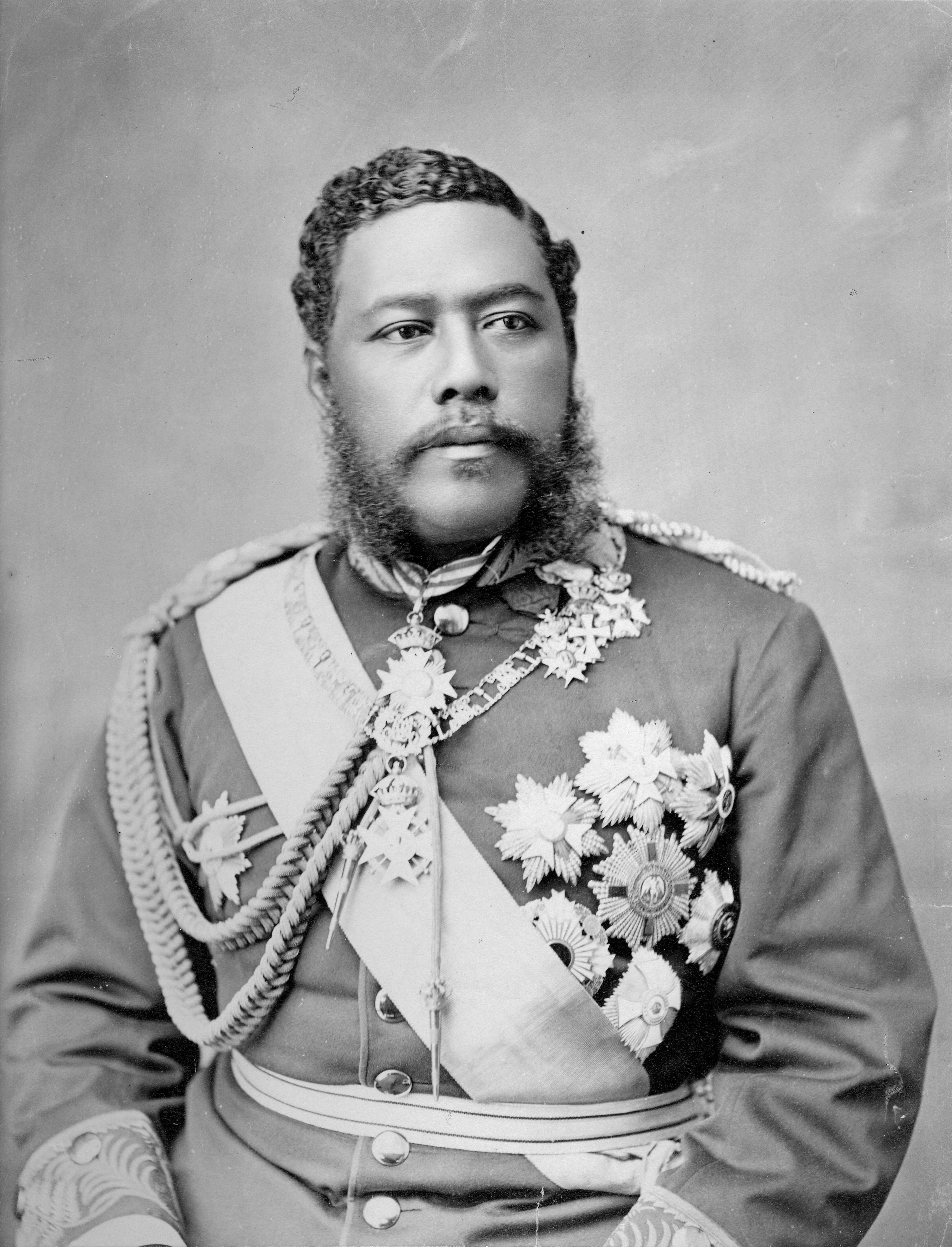
král Kalākaua

Historie je obvykle spojena s hudbou z Havaje, kde tomuto nástroji stroze říkají „skákající blecha“ a byl zde vynalezen v 80. letech 19. století. Podle poslední havajské královny Lili‘uokalani ukulele znamená „dar, který přišel sem“ z havajského slova „uku“ (dar, odměna) a „lele“ (přijít).
Tyto dva názvy pocházejí z toho, že lze slovo „uku“ psát jako „uku“, což znamená v havajštině dar, nebo jako „'uku“( s apostrofem před hláskou u), což označuje havajskou blechu. Apostrof se v mluveném jazyce vyjádří tzv. hrdelním zvukem při vyslovení první hlásky slova. Slovo „lele“ znamená v havajštině přicházet, ale také létat i skákat. Proto existují tyto dva názvy nástroje.
Ukulele je založeno na podobnosti s „malou kytarou“, cavaquinho, které bylo představeno havajským ostrovům portugalskými imigranty.[3]
Zvláště tři z nich, Manuel Nunes, José do Espiríto Santo a Augusto Dias, jsou obecně známí jako vůbec první výrobci ukulele. Dva týdny poté, co se vylodili z britské plachetnice Ravenscrag na konci srpna 1879, havajské noviny (Hawaiian Gazette) hlásily, že madeirští ostrované nedávno přijeli a už těší publikum nočními pouličními koncerty.
Jedním z nejdůležitějších faktorů, zavádějících ukulele do havajské hudby a kultury, byla nadšená podpora a propagace nástroje havajským králem Davidem Kalakauou. Jako patron umění jej začlenil do představení na královském dvoře. (Tento nástroj se však stal celosvětově známým až díky americkému publiku kolem roku 1915.)

### Spojené státy

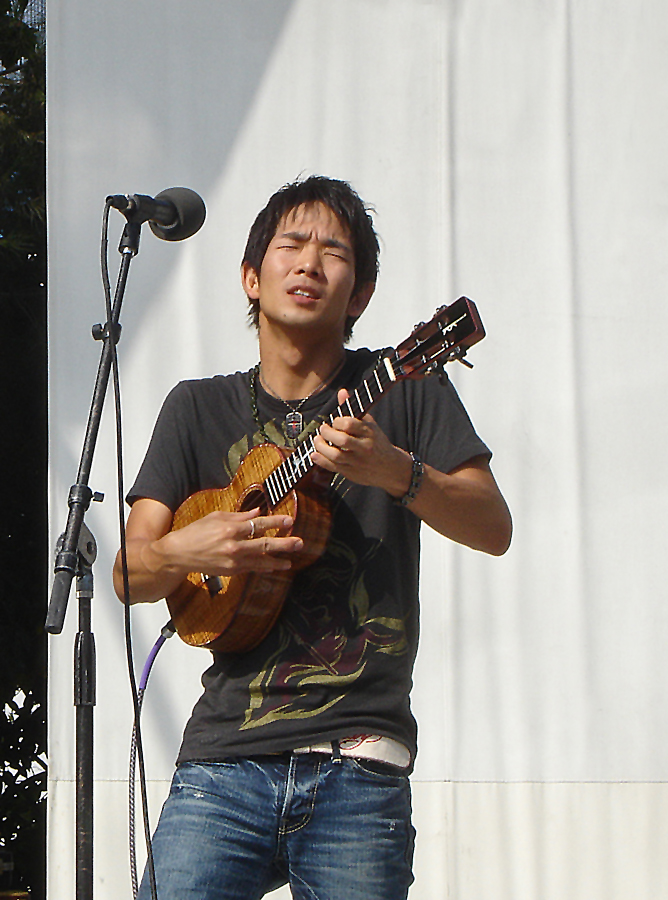
Jake Shimabukuro

Ukulele bylo zpopularizováno pro americké publikum během Panamsko – pacifické mezinárodní expozice (PPIE), která se konala roku 1915 v San Francisku na oslavu dokončení Panamského průplavu. Havajský pavilón uváděl kytarový a ukulelový ansámbl, George E. K. Awai a jeho Královské havajské kvarteto, a sám výrobce ukulele a hráč Jonah Kumalae. Ukulelový ansámbl pobláznil návštěvníky havajskými písničkami a tím uvedl ukulele do americké populární hudby, kde bylo přijato zábavnými umělci jako byli třeba Roy Smeck a Cliff Edwards.
Ukulele se také brzy stalo ikonou jazzového období. Bylo lehce přenosné a docela levné a pořád si zvyšovalo popularitu díky amatérským hráčům během 20. let. Také vycházely akordové tabulátory v té době populárních skladeb. To bylo impulzem pro některé výrobce hudebních nástrojů (např. Regal, Harmony nebo Martin).
Mezi 40. a 60. léty výrobce hraček Mario Maccaferri prodal okolo 9 miliónů plastových ukulele. Velká část popularity byla také způsobena Arthurem Godfreyem v jeho televizní show. Havajský rodák Jake Shimabukuro, který začal hrát na ukulele od svých 4 let, se stal velice známým hráčem v nedávných letech.

### Svět

#### Japonsko
Ukulele přišlo do Japonska v roce 1929, poté, co se havajský rodák Yukihiko Haida vrátil po smrti svého otce do této země a představil tento nástroj. Haida a jeho bratr Katsuhiko si otevřeli svůj vlastní klub (Moana Glee Club), kde si užívali rychlý úspěch v prostředí vzrůstajícího nadšení pro západní populární hudbu, zvláště havajskou hudbu a jazz. Během 2. světové války úřady zakázaly většinu západní hudby, ale fanoušci a hráči ji potají zachovávali, a po válce opět nabrala popularitu. Dnes je Japonsko považováno za druhý domov pro havajské muzikanty a ukulelové virtuózy.

#### Kanada
V 60. letech pedagog John Chalmers Doane dramaticky změnil školní hudební program v Kanadě používáním ukulele jako levného a praktického výukového nástroje k výchově muzikální gramotnosti ve třídě. Asi 50 tisíc školáků a dospělých se učilo na ukulele pomocí Doaneova programu.

### České země
Již za první republiky ve dvacátých a třicátých letech existovalo u nás několik kavárenských a barových „jazzových“ orchestrů, které po americkém vzoru měly ve svém instrumentáři i ukulele. Spolu se zlidověním prvků jazzové hudby se šířilo také ukulele a to zejména v oblasti trampské hudby. Dodnes velmi populární je například Balada z Tahiti (podle úvodního verše známá též jako Lká ukulele tmou) od Josefa Kumoka, publikovaná již počátkem třicátých let.
Ve druhé polovině dvacátého století s bouřlivým rozšířením tzv. havajských skupin na našem území došlo také k neobyčejné poptávce po malých čtyřstrunných „havajských“ kytarách ukulele a posléze i k masovému rozšíření tohoto nástroje. „Klasické“ obsazení havajských skupin se totiž skládalo ze dvou až tří kytar, jedné havajské kytary, jednoho ukulele, jednoho kontrabasu a jednoho bonga (malé, dva až čtyři sdružené bubínky). Zpočátku se ukulele obtížně získávala ze západního zahraničí, což však bylo pro většinu nadšenců nerealizovatelné. Ukulele začala být vyráběna amatérsky podomácku. Některé takto vyrobené nástroje dosahovaly docela dobré kvality. Výroba byla také zadávána profesionálním jednotlivě pracujícím houslařům, kteří se soustředili především na ukulele typu jazzová kytara (Gibson). Teprve na počátku šedesátých let se výroby ujaly také Československé hudební nástroje, které daly do prodeje jednoduché ukulele z překližky. Tyto nástroje pak byly amatérsky předělávány a vylepšovány – například opatřením ukulele kolíčkovým strojkem atd. Celkově však tyto překližkové výrobky nedošly velkého uplatnění a skončily ve většině případů jako dětské hračky. V havajských skupinách dominovaly amatérské výrobky a nástroje od mistrů houslařů či výrobců kytar. Jen několik amatérských skupin, nostalgicky hrajících někdejší repertoár havajské skupiny Václava Kučery, tento nástroj používá ještě dnes.
V první části 21. století, začalo ukulele v Čechách stoupat na oblibě i u široké veřejnosti. Oproti dřívějšku našlo uplatnění ve větší škále hudebních stylů. Používá se vesměs jako zjednodušená kytara. Začínající hráči na něm vyzdvihují proti kytaře nižší pořizovací cenu a lehčí hru. Vzhledem ke svým rozměrům je také vhodné pro děti a i dospělí často ocení jeho snadný transport.  V roce 2017 vlastnila tento hudební nástroj údajně každá osmá domácnost a zájem o něj stále vzrůstal .
Díky tomu je ukulele také široce dostupné na trhu. Patrně nejznámějším českým hudebníkem, hrajícím na ukulele, je písničkář Pokáč. Mezi další hudebníky využívající ukulele patří například René Souček, Žofie Kabelková, Iva Pazderková nebo Matěj Homola.

## Hudební nástroj

### Výslovnost
Zatímco tradiční americko-anglickou výslovností „ukulele“ je [jukuleli], někteří anglicky mluvící lidé preferují originální havajskou výslovnost [ukulele]. I když je americko-anglická výslovnost více používána, havajská je podporována na Havaji a jedinci, kteří se zajímají o havajskou kulturu.

### Konstrukce
Ukulele se obecně vyrábí ze dřeva, i když někdy mohlo být částečně nebo i zcela vyrobeno z plastu. Levnější ukulele je většinou vyrobeno z laminového dřeva, ale v některých případech je pro lepší akustiku vyrobena horní deska z dřeva kvalitnějšího, např. z jedle, smrku, vrby nebo javoru. Skvělý zvuk má také ukulele vyrobené z dřeva akátu. Ostatní dražší ukulele jsou vyrobena z exotického tvrdého dřeva, jako je například mahagon. Některá z nejhodnotnějších ukulele, která mohou stát i tisíce dolarů, jsou vyrobena z kvalitního havajského dřeva, kterému se říká koa. Dodává tónu atraktivní barvu a tvar.
Používané struny jsou v současné době většinou z nylonu. V minulosti byla na struny používána zvířecí střeva, převážně kočičí. Někteří hráči na ukulele ovčí střeva používají dodnes.
Typické ukulele má tělo stavěno stejně jako malá akustická kytara. Můžeme jej také často vidět i v nestandardních tvarech. Je to např. ovál, obvykle nazýván „ananasové ukulele“, tvar lodního pádla, vymyšlený firmou Kamaka, nebo příležitostně čtverec, vyráběný ze starých dřevěných cigaretových krabic.
Tyto nástroje mohou mít pouze čtyři struny, ale některé struny mohou být v páru se strunou, která je naladěna o oktávu výše, stejně nebo níže než ta základní. Tím vznikne nástroj o osmi strunách.

### Popis
- hlavice – část držící ladící mechaniku s kolíky, obvykle na ní najdeme logo výrobce.
- ladící mechanika s kolíky – jsou na ní zachyceny napnuté struny, točením kolíků se ovládá výška tónu
- sedlový pražec, také někdy nultý pražec – drží struny ve správné pozici nad hmatníkem
- hmatník – jsou nad ním nataženy struny, zespoda zaoblený, navrchu plochý
- pražce – úzké kovové pásky vsazené do hmatníku, rozdělují krk na půltóny, tisknutím strun prsty mezi pražci jsou zkracovány znějící části strun, čímž se dosahuje změny hraného tónu
- krk – úzký kus dřeva, drží hlavici, je na něm hmatník s pražci. Bývá slepen z více kusů masivu
- rezonanční deska – vrchní deska těla nástroje, upevňuje se na ni kobylka, pomáhá tvořit zvuk
- ozvučný otvor – pomocí vibrací v těle propouští zvuk nástroje
- struny – jsou zdrojem zvuku, vibrují v různých výškách, když se na ně drnká
- můstek – zachycuje struny, přenáší vibraci strun do těla nástroje. Vyrábí se z plastu nebo umělé či pravé kosti
- sedlo – je umístěno na můstku, drží struny nad hmatníkem
- kobylka – tvoří ji můstek a sedlo
- tělo – je největší část. Nachází se naspodu ukulele

### Velikosti
Ukulele si lze vybrat z 5 druhů, které se liší nejen velikostí, ale i laděním. Sopránové , koncertní (23 palců), tenorové (26 palců) a barytonové (30 palců). Existuje také extrémně malé ukulele sopranino a extrémně velké basové. A aby toho nebylo málo, bylo zhotoveno taky něco mezi banjem a ukulelem – banjolele.
Sopránové ukulele – na Havaji se mu říká „standardní“ – (21 palců ), s nejmenším tělem, což je zároveň originální velikost. Patří mezi nejrozšířenější typ ukulele, pro svoji skladnost a přenosnost. Obyčejně má rozsah 12-15 pražců a ladění GCEA.
Koncertní model, který byl vynalezen ve 20. letech minulého století. Je mírně větší než sopránové ukulele, což mu zaručuje vyšší hlasitost, hutnější zvuk a hlubší tóny. Proto patří mezi nejoblíbenější. Obyčejně má rozsah 15-20 pražců a ladění GCEA. 
Krátce poté bylo vytvořeno tenorové ukulele, jehož o mnoho větší tělo je schopno vytvořit hlasitější i hutnější zvuk, bohatý na basové frekvence. Obyčejně má rozsah 15 a více pražců a ladění GCEA. 
Barytonové ukulele, nástroj vytvořený ve 40. letech, s velkým tělem, které vyniká plným a hutným zvukem. Bývá považováno za miniaturní čtyř strunnou kytaru, protože má stejné ladění. Obyčejně má rozsah 19 a více pražců a ladění DGBE. 
Basové ukulele, s největším tělem, avšak stále je lze považovat za skladné, na rozdíl od jiných nástrojů. Doplňuje vhodně akordy koncertního nebo tenorového modelu, vzhledem k silně basovým tónům. Basové ukulele má rozsah 19 a více pražců a laděním se pohybuje v tónech EADG.
| Typ        | Délka | Tóny                           |
| ---------- | ----- | ------------------------------ |
| Sopranové  | 53 cm | g'c'e'a' nebo a'd'f#'h'        |
| Koncertní  | 58 cm | g'c'e'a' nebo gc'e'a'          |
| Tenorové   | 66 cm | gc'e'a', g'c'e'a', nebo d'ghe' |
| Barytonové | 76 cm | dghe'                          |
| Basové     | 76 cm | eadg (jako baskytara)          |

### Ladění
Standardní ladění pro sopránové, koncertní a tenorové ukulele je v C dur, g’c’e’a’. Struna g je naladěna o oktávu výše, než by se očekávalo. Tím pádem nejsou struny uspořádány od nejnižší po nejvyšší. Někdo preferuje ladění na „malé g“, s g o oktávu níže.
Barytonové ukulele je obvykle laděno do d g h e‘, které odpovídá ladění 4 nejvýše položeným strunám na kytaře, tudíž je pro kytaristy na barytonové ukulele lehčí hrát.
Další možností je ladění sopránových a koncertních ukulele v D dur, a’d’f#’h’, což je o dva půltóny výše než g’c’e’a’ ladění. Někteří hráči říkají, že v tomto případě dosahují sladšího tónu, zejména na malém ukulele. Toto ladění bývalo běžné během boomu havajské hudby na počátku 20. století a bylo často vidět v notových záznamech tohoto období.
D dur ladění s nízkou čtvrtou strunou, ad’f#‘h‘ je někdy nazýváno „kanadské ladění“ proto, že se používalo v kanadském školském systému většinou na koncertech tenorových ukulele.
Mimo čtyřstrunné ukulele existují i nástroje 6 strunné a osmistrunné. U šestistrunného ukulele se zdvojuje druhá a čtvrtá struna ( u ladění GCEA to bude dvojité C a E). Přitom se ladí přidané struny tak, že další struna C bude laděna o oktavu výše a přidaná struna A o oktávu níže. Toto ladění se na památku poslední havajské královny nazývá Lili'u (podle Liliuokalani). Šestistrunné ukulele se tedy ladí na frekvence podle následujícího schématu:
- G.....196 Hz
- C.....532 Hz
- C.....261 Hz
- E.....329 Hz
- A.....440 Hz
- A.....220 Hz

U osmistrunného nástroje jsou všechny struny zdvojeny, kde g struna je zdvojena o oktávu níže a C struna o oktávu výše. E a A struny jsou prostě zdvojeny, tzv. v unisonu.

### Příbuzné nástroje
Různé varianty ukulele zahrnují smíšené nástroje jako banjo ukulele, harfa ukulele a lap steel ukulele. Existuje také elektricky ozvučená verze, elektrické ukulele. Rezonátorové ukulele je hlasitější a má rozdílnou kvalitu tónu než dřevěná ukulele. Vydávají zvuk jedním nebo více zatočenými aluminiovými kužely (rezonátory) místo horní desky. Další unikátní variantou je tahitské ukulele, které je obvykle vyřezáno z jediného kusu dřeva a nemá duté tělo.
Blízké příbuzné ukulele zahrnují portugalští předchůdci cavaquinho (také známo jako machete nebo braquinha) a nepatrně větší rajão. Ostatní strunné nástroje jsou portorikánská bordonua, venezuelské cuatro, kolumbijské tiple, timple z Kanárských ostrovů, španělská vihuela a bolivijské charango tradičně vyráběné z krunýře pásovce. V Indonésii existuje nástroj kroncong, který je inspirován portugalskými vlivy.

### Festivaly
Ve hře na ukulele je pořádáno mnoho přehlídek a soutěží, případně jsou součástí hudebních festivalů. V České republika je každoročně pořádán festival v Úněticích. Jako největší v Evropě je uváděn festival Cały Poznań Ukulele, který se koná od roku 2017. Zakladatelem a organizátorem festivalu je Piotr Kończal.